# Islas Feroe en los Juegos Paralímpicos de Río de Janeiro 2016
Las Islas Feroe estuvieron representadas en los Juegos Paralímpicos de Río de Janeiro 2016 por una deportista femenina. El equipo paralímpico no obtuvo ninguna medalla en estos Juegos.